# Swedish Care Institute
Swedish Care International AB (SCI) etablerades den 10 oktober 2001, efter ett initiativ från Utrikesdepartementet.
Företaget SCI är ett nätverk och en portal för export av svenska tjänster och produkter inom omsorgen för barn, äldre och funktionshindrade.
En viktig uppgift är att samordna, underlätta och förstärka samarbeten mellan Sverige och utländska myndigheter, institutioner och verksamheter.
SCI har genom sin snart femåriga verksamhet i Japan byggt upp ett omfattande kontaktnät och ett kunnande om den japanska marknaden inom vård och omsorg för barn, äldre och funktionshindrade. 
SCI verkar genom ett eget nätverk av svenska och japanska intressenter och genom ett nära samarbete med HI, Exportrådet och departementen.  På detta sätt agerar SCI som en portal och en katalysator för export av svenska tjänster och produkter, där paketeringen är en viktig del. 
SCI riktar i huvudsak sin verksamhet mot Japan.
VD var Karin Lind Mörnesten (1957–2020).